# Rue de l'Oise
La rue de l'Oise est une voie du 19e arrondissement de Paris, en France.

## Situation et accès
La rue de l'Oise est une voie publique située dans le 19e arrondissement de Paris. Elle débute au 9, quai de l'Oise et se termine au 47 bis-49, rue de l'Ourcq.

## Origine du nom

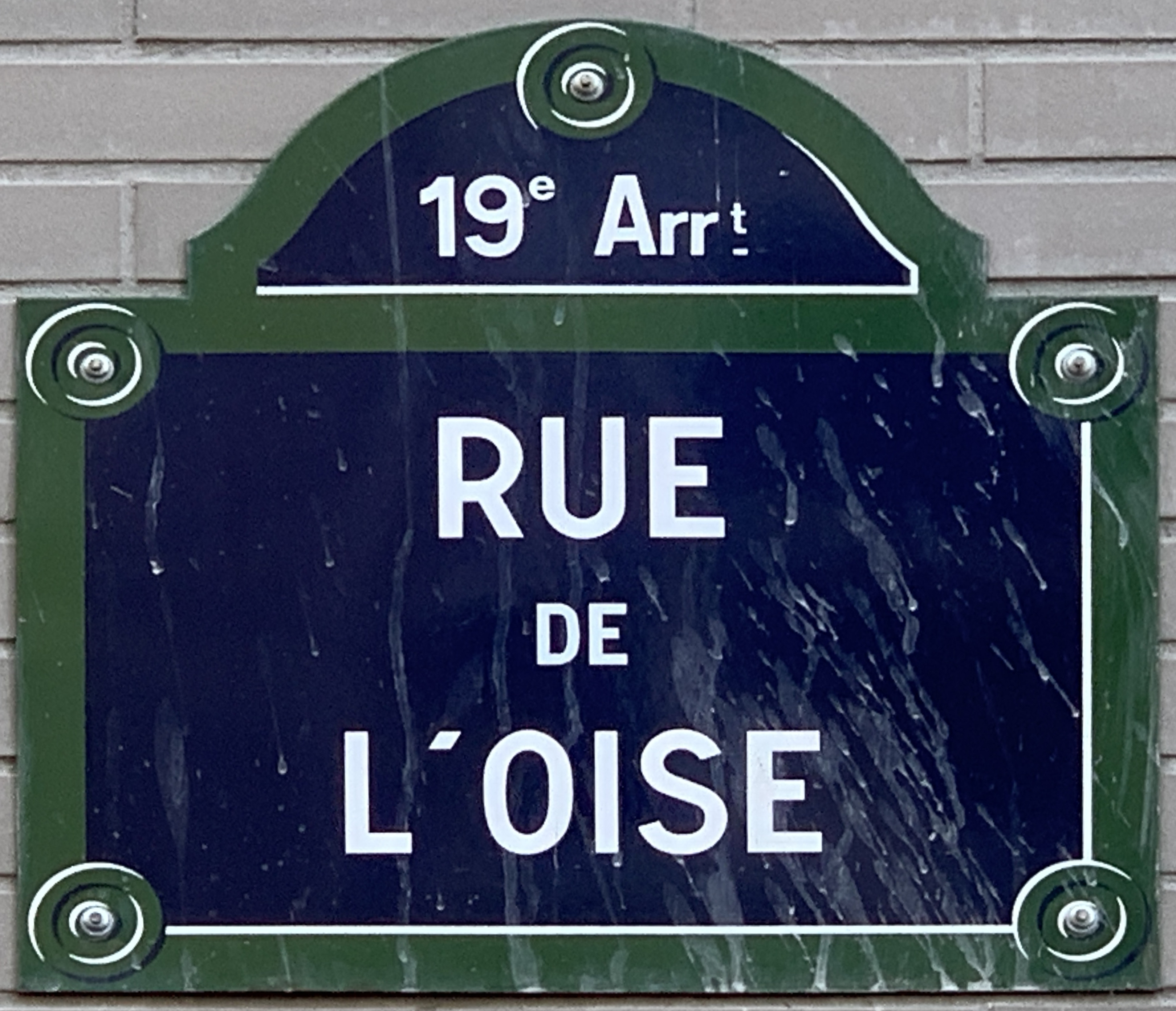
Plaque de la rue.

Il est nommé d'après la rivière française, l'Oise, qui prend sa source en Belgique.

## Historique
Cette voie de l'ancienne commune de la Villette est ouverte par un décret du gouvernement provisoire du 12 avril 1848 sous le nom de « rue de Nemours ».
Classée dans la voirie parisienne par un décret du 23 mai 1863, elle prend sa dénomination actuelle par un arrêté du 3 septembre 1869.